# ASA-astma
ASA-inducerad astma uppträder 30 min till 3 timmar efter intag av acetylsalicylsyra, som på engelska ofta förkortas ASA (efter acetylsalicylic acid). Namnet ASA-inducerad astma är missvisande eftersom det även gäller hela gruppen antiinflammatoriska läkemedel, NSAID. Orsaken bakom ASA-inducerad astma är hämning av cyklooxgenas-1 (COX-1). Detta leder till en större ansamling av cysteinyl-leukotrien vilket ger upphov till krampartad sammandragning av musklerna i luftrören (bronkospasm).  
ASA-astma är ett vanligt tillstånd som drabbar upp till en femtedel av alla vuxna personer, och var tjugonde barn, med astma. Tillståndet kräver en ökad användning av kortikosteroider och potentiellt livshotande reaktioner kan uppstå vid användning av läkemedel innehållande acetylsalicylsyra eller icke-steroida antiinflammatoriska läkemedel (NSAID). I studier har man funnit att 90-100 procent av ASA-intoleranta astmatiker förutom ASA även reagerar på ibuprofen, naproxen och diklofenak. Blott var fjortonde ASA-intolerant astmatiker reagerade dock på paracetamol. Därmed drar forskarna slutsatsen att paracetamol bör vara ett betydligt säkrare alternativ till ASA och NSAID hos denna typ av patienter.